# Distrikt Chingas
Der Distrikt Chingas liegt in der Provinz Antonio Raymondi in der Region Ancash in West-Peru. Der Distrikt wurde am 2. Februar 1956 gegründet. Er besitzt eine Fläche von 50,8 km². Beim Zensus 2017 wurden 1949 Einwohner gezählt. Im Jahr 1993 lag die Einwohnerzahl bei 2422, im Jahr 2007 bei 2074. Die Distriktverwaltung befindet sich in der 2854 m hoch gelegenen Ortschaft Chingas mit 900 Einwohnern (Stand 2017). Chingas befindet sich knapp 3,5 km südöstlich der Provinzhauptstadt Llamellín.

## Geographische Lage
Der Distrikt Chingas liegt im zentralen Osten der Provinz Antonio Raymondi. Der Río Puchca, linker Nebenfluss des Río Marañón, fließt entlang der östlichen Distriktgrenze nach Norden.
Der Distrikt Chingas grenzt im Süden an die Distrikte Aczo und San Juan de Rontoy, im Westen an den Distrikt Mirgas, im Norden an den Distrikt Llamellín sowie im Osten an die Distrikte Páucar (Provinz Daniel Alcides Carrión) und Uco (Provinz Huari).